# Čching-tao
Čching-tao ( výslovnost, čínsky pchin-jinem Qīngdǎo, znaky zjednodušené 青岛, tradiční 青島; česky Zelený ostrov) je subprovinční město v Čínské lidové republice. Leží v jihovýchodní části provincie Šan-tung na pobřeží Žlutého moře. V současné době to je jedno z nejdůležitějších čínských přístavních a tzv. „nezávislých měst“, jež se velmi rychle hospodářsky rozvíjí díky nově vznikajícímu průmyslu a obchodu. Na ploše 11 229 km² zde k roku 2020 žilo žije více než 10 milionů obyvatel.

## Dějiny
Až do roku 1891, kdy se císařský dvůr dynastie Čching rozhodl, že zde umístí důležitou vojenskou základnu, byl Čching-tao jen malou rybářskou vesnicí. V roce 1897 se toto město stalo německou koncesí. Němci z něho brzy vytvořili strategicky důležitý přístav a vybudovali v něm mnoho výstavných ulic a boulevardů. V roce 1914 byl Čching-tao okupován Japonskem. Zpět čínské vládě se vrátilo roku 1922, ale během druhé světové války bylo znovu okupováno. Po ní zde krátkou dobu sídlila část americké pacifické flotily. 2. června 1949 do města ale vstoupila Čínská lidová armáda a Komunistická strana Číny jej od té doby kontroluje.
Od roku 1984, kdy čínská vláda rozhodla otevřít svou ekonomiku zahraničnímu obchodu a investicím, se Čching-tao proměnilo v moderní přístavní město – zdejší přístav patří mezi 10 největších kontejnerových přístavů na světě.

## Doprava
Nejdůležitějším letištěm je mezinárodní letiště Čching-tao Liou-tching ležící přibližně třicet kilometrů severně od města. Ve své roli by mělo být po roce 2019 nahrazeno novým letiště Čching-tao Ťiao-tung.

## Administrativní členění
Čching-tao se řadí mezi subprovinční města. Člení se na deset celků okresní úrovně, a sice sedm městských obvodů a tři městské okresy.
| 2 1 Li-cchang Chuang-tao Lao-šan Čcheng-jang Ťi-mo městský okres · Ťiao-čou městský okres · Pching-tu městský okres · Laj-si 2. Š’-nan 1. Š’-pej |        |                       |                    |                                  |
| Název | Název  | Počet obyvatel (2020) | Rozloha km² (2020) | Hustota zalidnění (obyv. na km²) |
| český přepis | znaky  | Počet obyvatel (2020) | Rozloha km² (2020) | Hustota zalidnění (obyv. na km²) |
| Městské obvody |        |                       |                    |                                  |
| Š’-pej | 市北区 | 1 096 879             | 70                 | 15 776                           |
| Š’-nan | 市南区 | 486 643               | 35                 | 14 020                           |
| Li-cchang | 李沧区 | 737,281               | 99                 | 7 480                            |
| Chuang-tao | 黄岛区 | 1 903 595             | 2 123              | 897                              |
| Lao-šan | 崂山区 | 502 370               | 421                | 1 194                            |
| Čcheng-jang | 城阳区 | 1 109 606             | 541                | 2 051                            |
| Ťi-mo | 即墨区 | 1 336 077             | 1 884              | 709                              |
| Městské okresy |        |                       |                    |                                  |
| Ťiao-čou | 胶州市 | 987 820               | 1 310              | 754                              |
| Pching-tu | 平度市 | 1 191 348             | 3 179              | 375                              |
| Laj-si | 莱西市 | 720 103               | 1 568              | 459                              |
| |        |                       |                    |                                  |
| Celkem | Celkem | 10 071 722            | 11 229             | 897                              |

## Partnerská města
- Acapulco, Mexiko (1985)
- Bilbao, Španělsko (2004)
- Brest, Francie (2006)
- Galway, Irsko (1999)
- Klaipėda, Litva (2004)
- Long Beach, USA (1985)
- Mannheim, Německo (2016)
- Miami, USA (2005)
- Montevideo, Uruguay (2004)
- Nantes, Francie (2005)
- Nes Cijona, Izrael (1997)
- Oděsa, Ukrajina (1993)
- Paderborn, Německo (2003)
- Petrohrad, Rusko (2007)
- Puerto Montt, Chile (1999)
- Regensburg, Německo (2009)
- Southampton, Spojené království (1998)
- Šimonoseki, Japonsko (1979)
- Tegu, Jižní Korea (1993)
- Velsen, Nizozemsko (1998)
- Wilhelmshaven, Německo (1992)
- Wuppertal, Německo (2008)